# Gabrielle Giffords

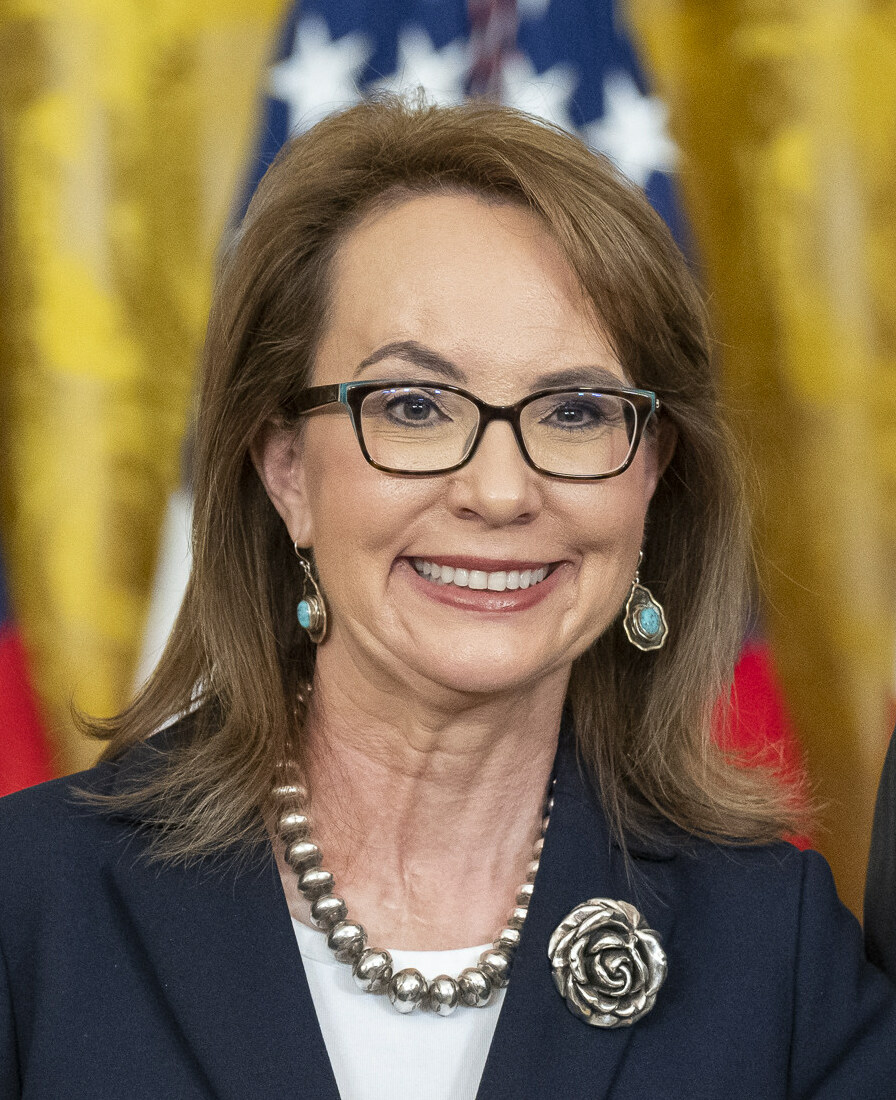
Gabrielle Giffords (Juli 2022)

Gabrielle Dee „Gabby“ Giffords (* 8. Juni 1970 in Tucson, Arizona) ist eine amerikanische Politikerin. Von 2007 bis zum 25. Januar 2012 vertrat die Demokratin den achten Kongresswahlbezirk des Bundesstaates Arizona im US-Repräsentantenhaus.
Am 8. Januar 2011 wurde sie bei einem Attentat auf ihre Person, das sechs Todesopfer forderte, lebensgefährlich verletzt.

## Familie und Ausbildung
Giffords wurde in Tucson, Arizona als Tochter von Spencer und Gloria Giffords geboren. Sie besuchte bis 1988 die dortige University High School, machte 1993 ihren Bachelor-Abschluss am Scribbs College in Claremont, Kalifornien in Lateinamerikanischer Geschichte und Soziologie und studierte mit einem Fulbright-Stipendium ein Jahr im mexikanischen Chihuahua. 1996 erwarb sie einen Master Degree an der Cornell Universität in Ithaca, New York in Regionalplanung.
Giffords Großvater väterlicherseits, Akiba Hornstein, Sohn eines litauischen Rabbiners, ließ sich in den 1940er Jahren in Arizona nieder, wo er seinen Namen änderte und das Familienunternehmen „El Campo Tire“ gründete, das Autoreifen verkaufte. Giffords ist gemischtkonfessionell aufgewachsen, ihr Vater ist jüdisch, die Mutter gehört der Christian-Science-Kirche an. Sie selbst bekennt sich seit 2001 öffentlich zum Judentum und ist Mitglied einer jüdischen Reformgemeinde, den Congregation Chaverim in Tucson und damit auch die erste jüdische Kongressabgeordnete Arizonas.
Sie ist seit 2007 mit dem Militärpiloten, Astronauten und späteren US-Senator für Arizona, Mark E. Kelly verheiratet, der bei der NASA an mehreren Space-Shuttle-Missionen beteiligt war.

## Beruf und Politik
Bis 1996 war Giffords für die Wirtschaftsprüfungsgesellschaft PricewaterhouseCoopers in New York tätig. 1996 kehrte sie nach Tucson zurück und übernahm die Leitung des Autoreifengeschäfts ihrer Familie. 2000 verkaufte sie es an Goodyear und gründete danach ihre eigene Kapitalanlagefirma.
Sie war mit 18 der Republikanischen Partei beigetreten. 1999 trat sie wegen deren konservativen sozialen Positionen aus und trat der Demokratischen Partei bei. Ein Jahr später wurde sie ins Repräsentantenhaus von Arizona, im Jahr 2002 in den Senat von Arizona gewählt, dem sie als jüngstes weibliches Mitglied in dessen Geschichte bis 2005 angehörte.
Giffords ist Mitglied der New Democrat Coalition und zählt zur sogenannten Blue Dog Coalition der Demokratischen Partei, die konservative Demokraten vereinigt. Sie ist Mitglied im Streitkräfteausschuss, im Auswärtigen Ausschuss und im Wissenschafts- und Technologieausschuss. Sie setzt sich für erneuerbare Energien ein, besonders die Sonnenenergie, und für das Recht auf Besitz von Waffen für Privatpersonen. Sie unterstützt das Militär und den Kriegseinsatz der USA in Afghanistan, war jedoch gegen den Irakkrieg und forderte den Abzug der Truppen, stimmte aber für die Erhöhung des Militärhaushalts. Giffords unterstützte engagiert die Gesundheitsreform von US-Präsident Barack Obama und befürwortet die embryonale Stammzellenforschung.
Bei den Kongresswahlen des Jahres 2006 wurde Giffords für den achten Distrikt von Arizona mit 54 % der Wählerstimmen in das US-Repräsentantenhaus in Washington gewählt. Bei ihrer Wiederwahl 2008 setzte sie sich mit 56,2 % gegen den republikanischen Gegenkandidaten durch. Bei den Wahlen 2010 wurde sie mit 49 % der Stimmen und einer Mehrheit von rund 4000 Stimmen wiedergewählt. Ihr Gegenkandidat, der Republikaner Jesse Kelly, ein Kandidat der Tea-Party-Bewegung, erhielt 47 % der Stimmen.
Giffords gehörte zu den 20 demokratischen Abgeordneten, deren Wiederwahl Sarah Palins politisches Aktionskomitee gezielt zu verhindern suchte. Auf einer USA-Karte hatte Palin die entsprechenden Wahlbezirke mit Fadenkreuzen, wie sie im Zielfernrohr von Feuerwaffen erscheinen, markiert. Giffords hatte Palins Fadenkreuze damals mit den Worten kommentiert: „Wenn man so etwas macht, muss man wissen, dass das Folgen haben kann.“ Giffords war eine von nur zwei der von der Tea-Party-Bewegung derart attackierten Kandidaten, die wiedergewählt wurden.

## Attentat
Am 8. Januar 2011 hielt Giffords vor einem Supermarkt in Casas Adobes, einem Vorort von Tucson, einen öffentlichen „Congress on Your Corner“. Dabei schoss der 22-jährige Jared Lee Loughner der Politikerin aus nächster Nähe in den Kopf und anschließend auf weitere Personen. Giffords überlebte das Attentat mit lebensgefährlichen Verletzungen. Sechs Menschen starben, darunter ein neunjähriges Mädchen und der Bundesrichter John McCarthy Roll. Neben Giffords wurden noch 13 weitere Menschen verletzt. Der Täter wurde während der Tat von Anwesenden überwältigt und von der Polizei in Gewahrsam genommen.

## Genesung und weiteres Engagement

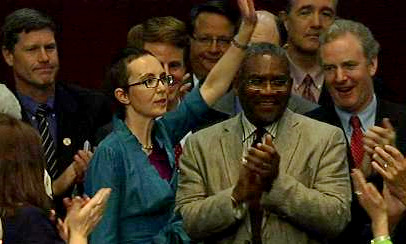
Gabrielle Giffords bei ihrer Rückkehr ins Repräsentantenhaus am 1. August 2011

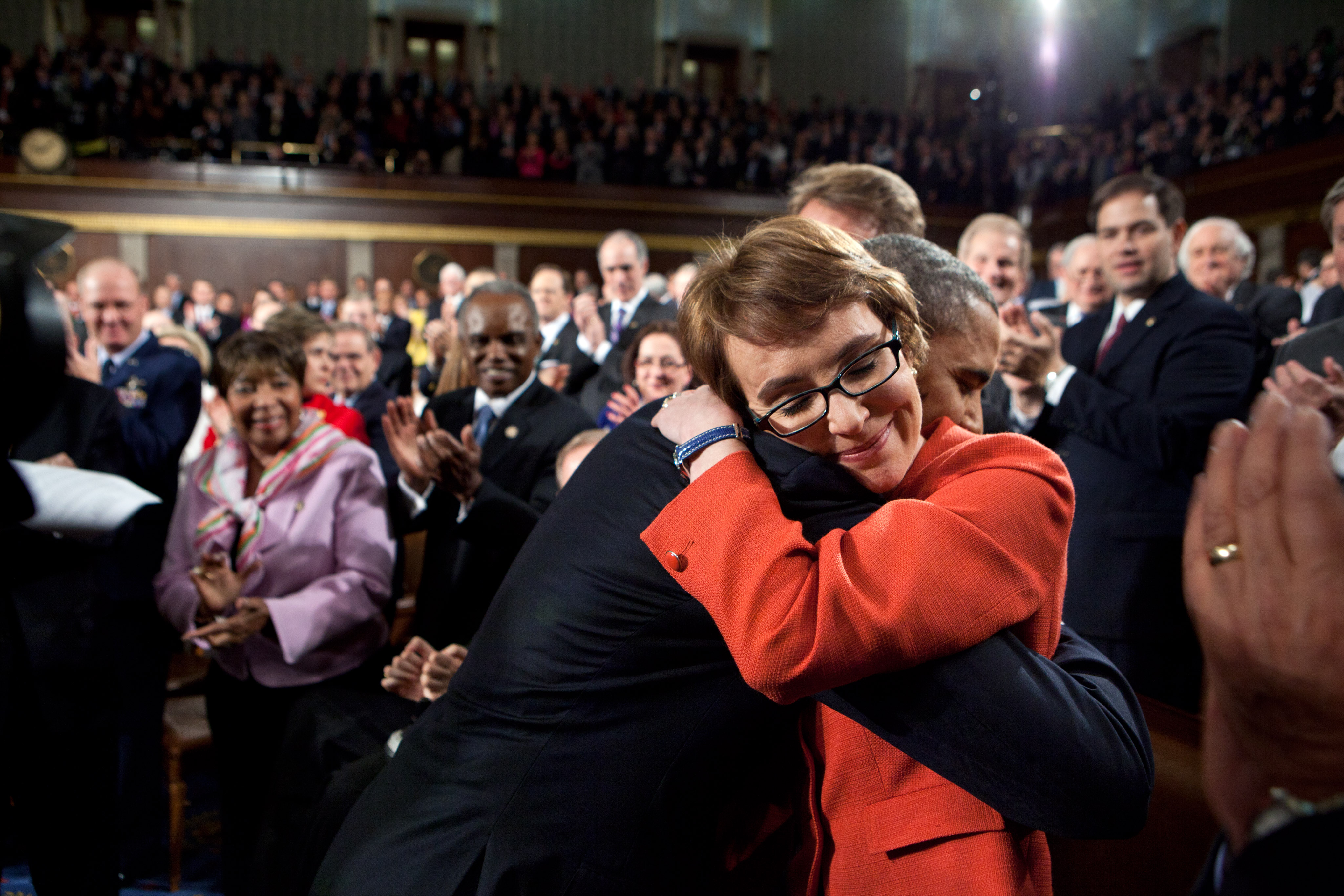
Giffords bei der State-of-the-Union-Rede des US-Präsidenten, Januar 2012

Giffords wurde 38 Minuten nach dem Kopfschuss von einem Militärarzt im Stadtkrankenhaus von Tucson operiert. Dabei wurde ein Teil ihrer Schädeldecke entfernt, um einer Gehirnschwellung Platz zu geben. Weil die Kugel eine geringe Mündungsgeschwindigkeit hatte und keine zentralen Gehirnbereiche durchschlug, überlebte sie. Sie wurde sediert, konnte aber bei gelegentlichem Erwachen einfache Kommandos befolgen, etwa einen Finger heben und beide Arme bewegen. Am 11. Januar konnte sie wieder selbstständig atmen. Ein hinzugezogener Neurologe der US-Armee erklärte, aufgrund des günstigen Verlaufs des Schusskanals habe sie eine über 50-prozentige Chance, ihre Bewegungsfähigkeit zu erhalten. Experten rechneten mit ihrer vollständigen Erholung innerhalb eines Jahres oder länger.
Am 12. Januar öffnete Giffords kurz nach einem Besuch von US-Präsident Barack Obama erstmals ihre Augen. Am 17. Januar wurde eine beschädigte Augenhöhle, über der die Kugel ausgetreten war, operativ repariert. Sie konnte beide Körperhälften benutzen und signalisieren, dass sie Besucher höre und sehe. Am 21. Januar wurde sie in ein Rehabilitationszentrum in Houston, Texas, verlegt, wo sie Physiotherapie erhielt. Dort erlangte sie bis zum 9. Februar ihre Sprechfähigkeit wieder. Im Juni 2011 wurde sie aus der stationären Behandlung entlassen.
Am 1. August 2011 erschien Giffords erstmals seit dem Attentat wieder im Kongress und nahm an der Abstimmung des Repräsentantenhauses über das Maßnahmenpaket zur Überwindung der Haushaltskrise teil.
Im November 2011 erschienen ihre Memoiren unter dem Titel Gabby: A Story of Courage and Hope.
Am 22. Januar 2012 kündigte Giffords ihren Rücktritt als Kongressabgeordnete für die darauf folgende Woche an. Sie wolle sich auf ihre Genesung konzentrieren. Sie schloss eine Rückkehr in die Politik nicht aus. Am 25. Januar, einen Tag nach ihrer Teilnahme an der Kongresssitzung zur State of the Union Address des Präsidenten, legte sie ihr Mandat im Repräsentantenhaus nieder. Die Nachwahl um ihr Mandat am 13. Juni 2012 gewann ihr ehemaliger Stabsmitarbeiter Ron Barber, der bei dem Attentat ebenfalls schwer verletzt worden war.
Am 6. September 2012 nahm Giffords am Schlusstag der Democratic National Convention teil und sprach dort, auf die Bühne begleitet von Debbie Wasserman Schultz, das Treuegelöbnis Pledge of Allegiance.
Genau zwei Jahre nach dem Attentat gründete Giffords am 8. Januar 2013 eine Kampagne für schärfere Waffengesetze, konkret für das Verbot, Waffen an Kriminelle zu verkaufen. Die Organisation, die sie zusammen mit ihrem Mann leitet, will unter dem Namen Americans for Responsible Solutions eine Gegenposition zur Lobbyorganisation National Rifle Association aufbauen. Eine ähnliche Organisation hatten James Brady und seine Frau gegründet, nachdem er 1981 als Pressesprecher von US-Präsident Ronald Reagan bei einem Attentat lebensgefährlich verletzt wurde.

## Ehrungen
Die United States Navy benannte im Februar 2012 ein Littoral Combat Ship der Independence-Klasse, die Gabrielle Giffords (LCS-10), nach ihr. Das Schiff ist das sechzehnte Schiff der US Navy, das nach einer Frau benannt wird sowie das dreizehnte, das den Namen einer lebenden Person erhielt.
- 2022: Presidential Medal of Freedom

## Werke
- mit Mark Kelly und Jeffrey Zaslow: Gabby. A Story of Courage and Hope. Scribner, New York NY 2011, ISBN 978-1-4516-6106-4.